# Montredon-des-Corbières
Montredon-des-Corbières  est une commune française, située dans le nord-est du département de l'Aude en région Occitanie.
Sur le plan historique et culturel, la commune fait partie du Narbonnais, un pays comprenant Narbonne et sa périphérie, le massif de la Clape et la bande lagunaire des étangs. Exposée à un climat méditerranéen, elle est drainée par le ruisseau du Veyret, le ruisseau de Clottes, le ruisseau des Tines et par divers autres petits cours d'eau. La commune possède un patrimoine naturel remarquable : un site Natura 2000 (la « grotte de la Ratapanade ») et deux zones naturelles d'intérêt écologique, faunistique et floristique.
Montredon-des-Corbières est une commune rurale qui compte 1 477 habitants en 2022, après avoir connu une forte hausse de la population depuis 1975. Elle fait partie de l'aire d'attraction de Narbonne. Ses habitants sont appelés les Montredonais ou Montredonaises.

## Géographie
Commune de l'aire urbaine de Narbonne située dans les Corbières.

### Communes limitrophes
Les communes limitrophes sont Bizanet, Narbonne et Névian.
| Névian  |                         |          |
|         | Montredon-des-Corbières | Narbonne |
| Bizanet |                         |          |

### Voies de communication et transports
La commune est desservie par les lignes 12 et 12 Bis des Autobus de Narbonne, et par la ligne 1 du réseau liO, entre Narbonne et Carcassonne.

### Hydrographie
La commune est dans la région hydrographique « Côtiers méditerranéens », au sein du bassin hydrographique Rhône-Méditerranée-Corse. Elle est drainée par le ruisseau du Veyret, le ruisseau de Clottes, le ruisseau des Tines, le ruisseau de Champ Auriol, le ruisseau de la Combe des Chèvres, le ruisseau de la Combe de Valentin, le ruisseau de la Combe du Pin, le ruisseau de Sainte-Croix et le ruisseau Maire, qui constituent un réseau hydrographique de 20 km de longueur totale,.
Le ruisseau du Veyret, d'une longueur totale de 14,7 km, prend sa source dans la commune de Narbonne et s'écoule du sud-est vers le nord-ouest puis vers l'est. Il traverse la commune et se jette dans le canal de la Robine à Narbonne.

### Climat
Pour des articles plus généraux, voir Climat de l'Occitanie et Climat de l'Aude.
En 2010, le climat de la commune est de type climat méditerranéen franc, selon une étude s'appuyant sur une série de données couvrant la période 1971-2000. En 2020, Météo-France publie une typologie des climats de la France métropolitaine dans laquelle la commune est exposée à un climat méditerranéen et est dans la région climatique Provence, Languedoc-Roussillon, caractérisée par une pluviométrie faible en été, un très bon ensoleillement (2 600 h/an), un été chaud (21,5 °C), un air très sec en été, sec en toutes saisons, des vents forts (fréquence de 40 à 50 % de vents > 5 m/s) et peu de brouillards.
Pour la période 1971-2000, la température annuelle moyenne est de 15 °C, avec une amplitude thermique annuelle de 15,8 °C. Le cumul annuel moyen de précipitations est de 583 mm, avec 5,6 jours de précipitations en janvier et 2,5 jours en juillet. Pour la période 1991-2020 la température moyenne annuelle observée sur la station météorologique la plus proche, située sur la commune de Narbonne à 6 km à vol d'oiseau, est de 15,3 °C et le cumul annuel moyen de précipitations est de 635,3 mm,. Pour l'avenir, les paramètres climatiques de la commune estimés pour 2050 selon différents scénarios d’émission de gaz à effet de serre sont consultables sur un site dédié publié par Météo-France en novembre 2022.

### Milieux naturels et biodiversité

#### Réseau Natura 2000

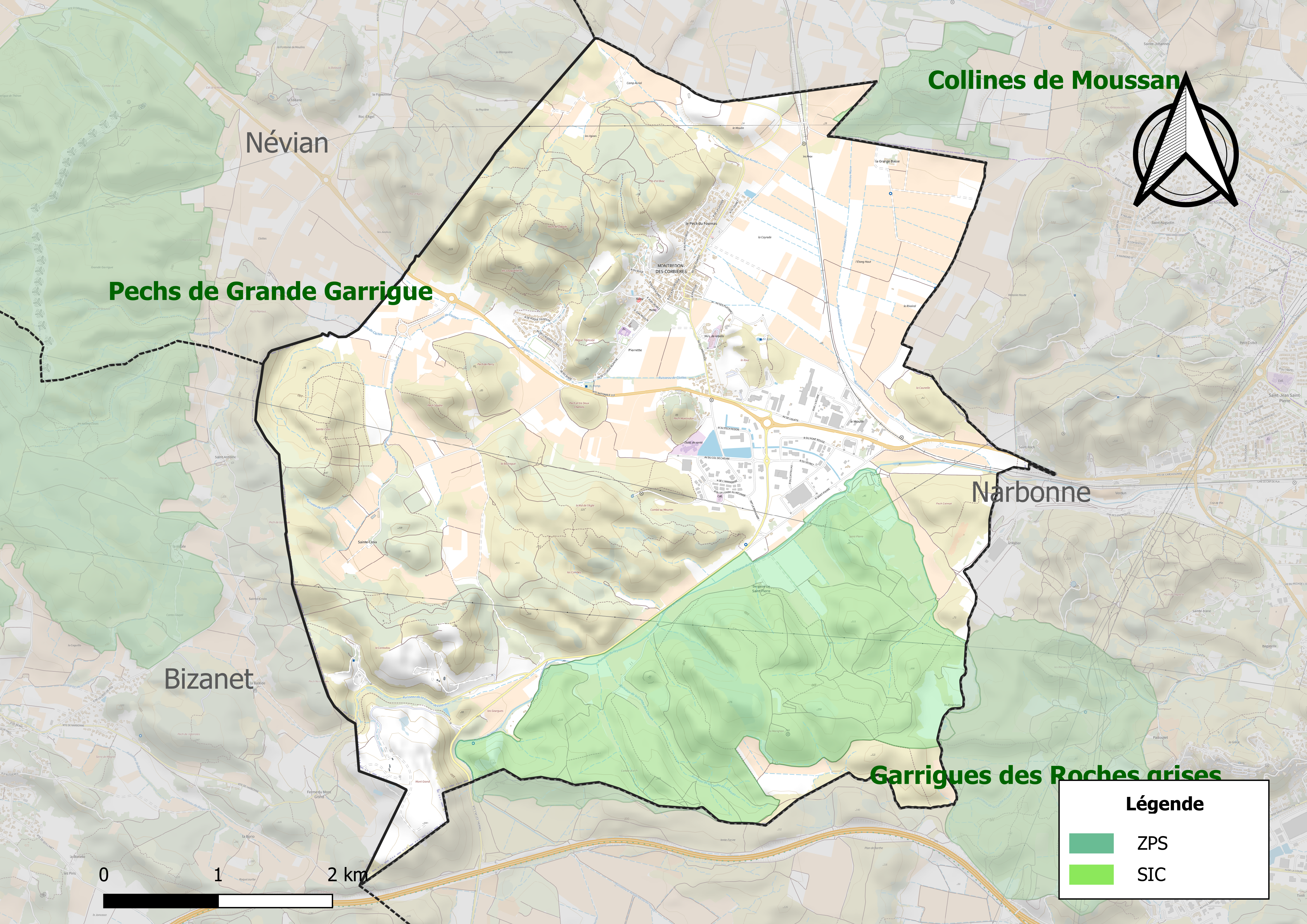
Site Natura 2000 sur le territoire communal.

Le réseau Natura 2000 est un réseau écologique européen de sites naturels d'intérêt écologique élaboré à partir des directives habitats et oiseaux, constitué de zones spéciales de conservation (ZSC) et de zones de protection spéciale (ZPS).
Un site Natura 2000 a été défini sur la commune au titre de la directive habitats : la « grotte de la Ratapanade », d'une superficie de 44,86 ha, une grotte qui sert de mise-bas au Minioptère de Schreibers avec 1 750 individus environ, au Grand Murin et au Petit Murin avec 900 individus. Elle héberge également le Vespertilion de Capaccini.

#### Zones naturelles d'intérêt écologique, faunistique et floristique
L’inventaire des zones naturelles d'intérêt écologique, faunistique et floristique (ZNIEFF) a pour objectif de réaliser une couverture des zones les plus intéressantes sur le plan écologique, essentiellement dans la perspective d’améliorer la connaissance du patrimoine naturel national et de fournir aux différents décideurs un outil d’aide à la prise en compte de l’environnement dans l’aménagement du territoire.
Une ZNIEFF de type 1 est recensée sur la commune :
les « garrigues de Marignan et Trou de la Rate Penade » (377 ha), couvrant 2 communes du département et une ZNIEFF de type 2, :
les « collines narbonnaises » (3 808 ha), couvrant 7 communes du département.

Carte des ZNIEFF de type 1 et 2 à Montredon-des-Corbières.
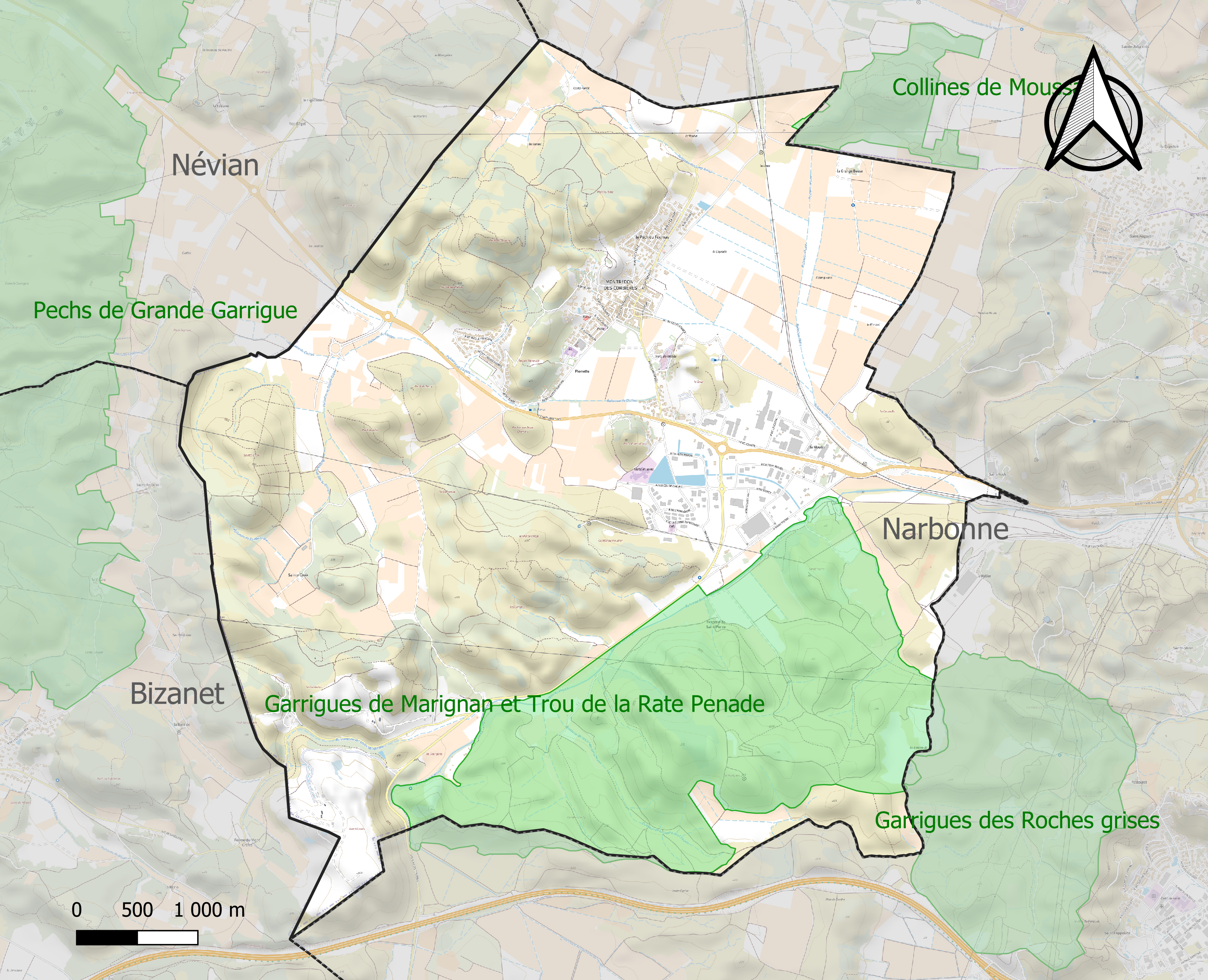
Carte de la ZNIEFF de type 1 sur la commune.
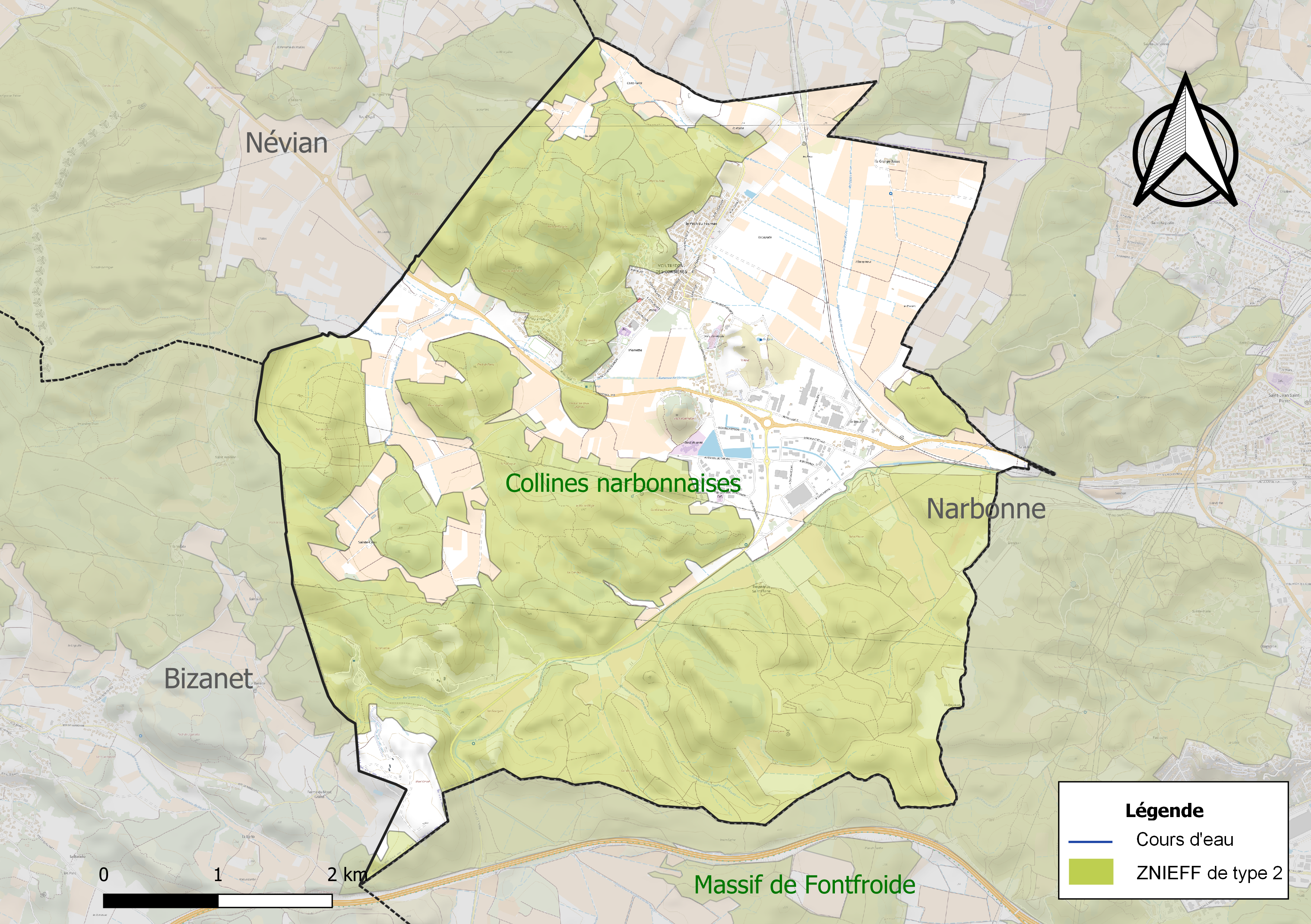
Carte de la ZNIEFF de type 2 sur la commune.

## Urbanisme

### Typologie
Au 1er janvier 2024, Montredon-des-Corbières est catégorisée bourg rural, selon la nouvelle grille communale de densité à 7 niveaux définie par l'Insee en 2022.
Elle est située hors unité urbaine. Par ailleurs la commune fait partie de l'aire d'attraction de Narbonne, dont elle est une commune de la couronne,. Cette aire, qui regroupe 71 communes, est catégorisée dans les aires de 50 000 à moins de 200 000 habitants,.

### Occupation des sols
L'occupation des sols de la commune, telle qu'elle ressort de la base de données européenne d’occupation biophysique des sols Corine Land Cover (CLC), est marquée par l'importance des forêts et milieux semi-naturels (52 % en 2018), en diminution par rapport à 1990 (54,7 %). La répartition détaillée en 2018 est la suivante :
milieux à végétation arbustive et/ou herbacée (51,4 %), cultures permanentes (33,3 %), zones industrielles ou commerciales et réseaux de communication (6,3 %), zones urbanisées (3,5 %), mines, décharges et chantiers (3,5 %), zones agricoles hétérogènes (1,4 %), forêts (0,6 %). L'évolution de l’occupation des sols de la commune et de ses infrastructures peut être observée sur les différentes représentations cartographiques du territoire : la carte de Cassini (XVIIIe siècle), la carte d'état-major (1820-1866) et les cartes ou photos aériennes de l'IGN pour la période actuelle (1950 à aujourd'hui).

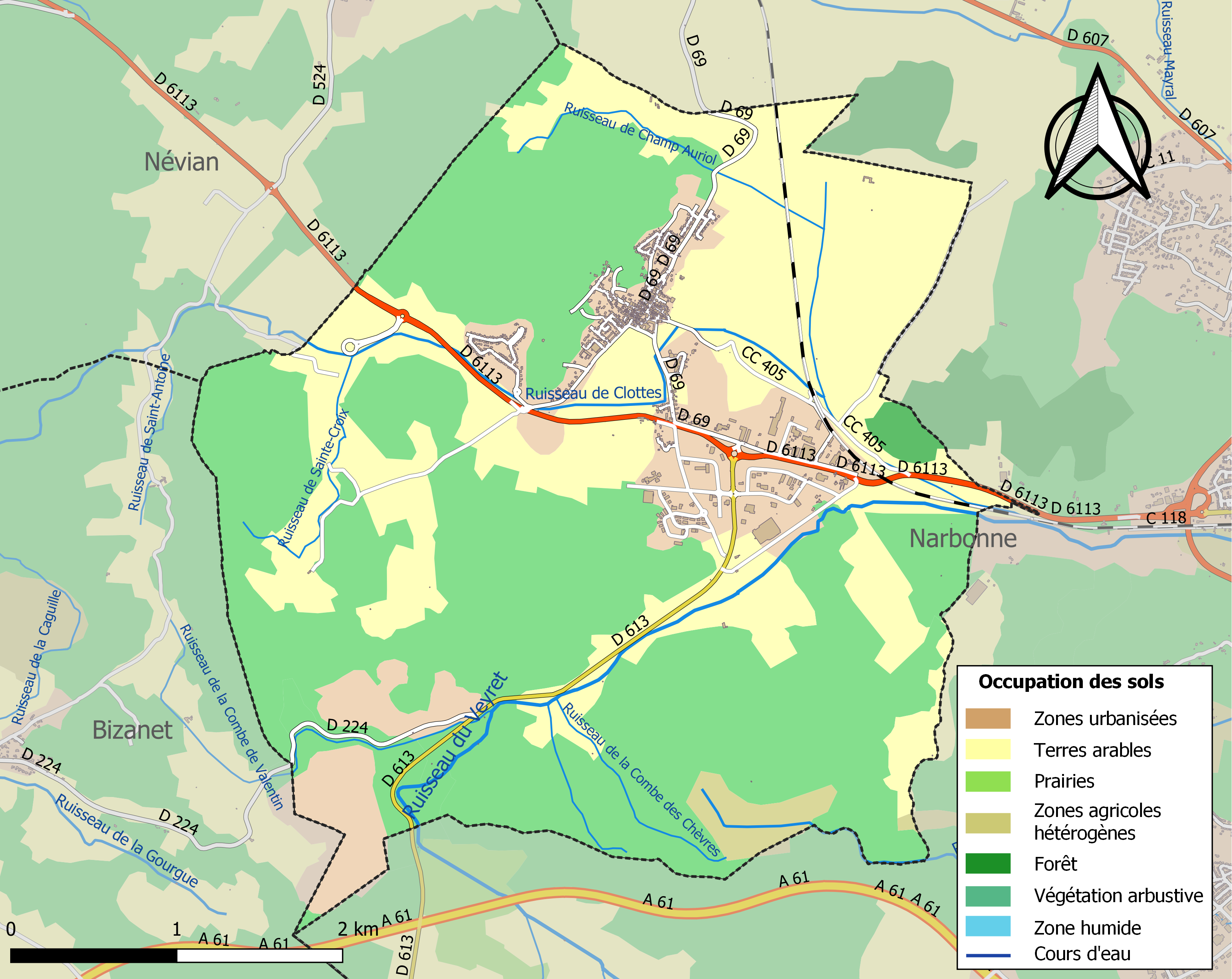
Carte des infrastructures et de l'occupation des sols de la commune en 2018 (CLC).

### Risques majeurs
Le territoire de la commune de Montredon-des-Corbières est vulnérable à différents aléas naturels : météorologiques (tempête, orage, neige, grand froid, canicule ou sécheresse), inondations, feux de forêts et séisme (sismicité faible). Il est également exposé à un risque technologique, le transport de matières dangereuses. Un site publié par le BRGM permet d'évaluer simplement et rapidement les risques d'un bien localisé soit par son adresse soit par le numéro de sa parcelle.

#### Risques naturels
Certaines parties du territoire communal sont susceptibles d’être affectées par le risque d’inondation par débordement de cours d'eau, notamment le ruisseau du Veyret. La commune a été reconnue en état de catastrophe naturelle au titre des dommages causés par les inondations et coulées de boue survenues en 1982, 1986, 1987, 1992, 1994, 1996, 1999, 2003, 2009, 2014, 2018 et 2019,.

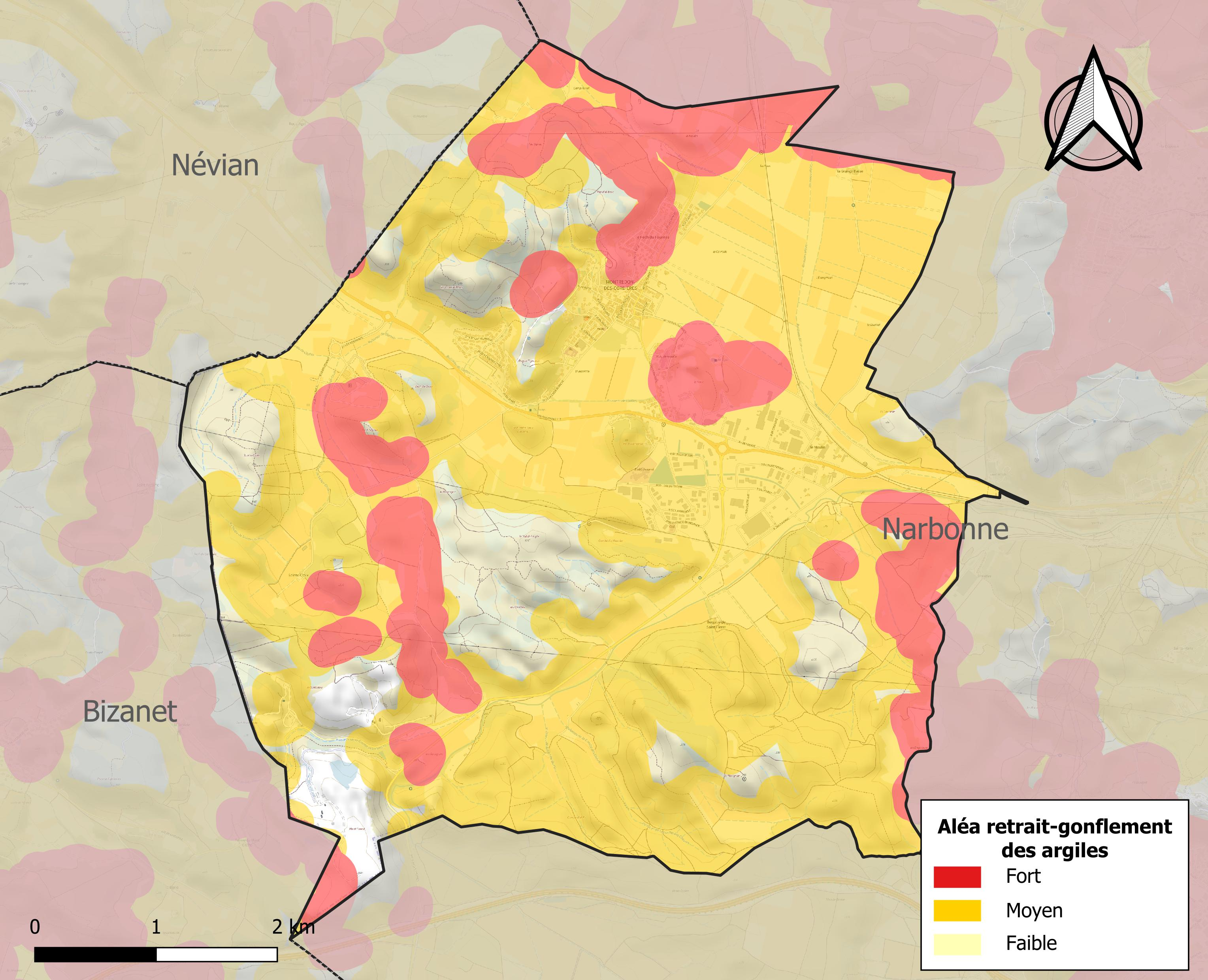
Carte des zones d'aléa retrait-gonflement des sols argileux de Montredon-des-Corbières.

Le retrait-gonflement des sols argileux est susceptible d'engendrer des dommages importants aux bâtiments en cas d’alternance de périodes de sécheresse et de pluie. 84,6 % de la superficie communale est en aléa moyen ou fort (75,2 % au niveau départemental et 48,5 % au niveau national). Sur les 622 bâtiments dénombrés sur la commune en 2019, 621 sont en aléa moyen ou fort, soit 100 %, à comparer aux 94 % au niveau départemental et 54 % au niveau national. Une cartographie de l'exposition du territoire national au retrait gonflement des sols argileux est disponible sur le site du BRGM,.

#### Risques technologiques
Le risque de transport de matières dangereuses sur la commune est lié à sa traversée par une route à fort trafic et une ligne de chemin de fer. Un accident se produisant sur de telles infrastructures est en effet susceptible d’avoir des effets graves au bâti ou aux personnes jusqu’à 350 m, selon la nature du matériau transporté. Des dispositions d’urbanisme peuvent être préconisées en conséquence.

## Toponymie
Montredon (en occitan Montredond) est basé sur le mot latin montem qui désigne un endroit élevé et sur redond qui qualifie une forme arrondie : « le mont arrondi ».
Montredon devint Montredon-des-Corbières. Afin de faire profiter la commune de la renommée du terroir viticole, le conseil municipal a demandé et obtenu l'adjonction de son terroir en 1970.

## Histoire

### Fusillade du 4 mars 1976
Montredon-des-Corbières a été au cœur des manifestations viticoles des années 1970. Le mécontentement des viticulteurs languedociens était du fait de la mévente du vin (effondrement des cours) et l'importation du vin italien. Début mars 1976, la sous-préfecture, le commissariat et la gare de Narbonne sont assiégés par les manifestants, le centre des impôts et le transformateur électrique de Port-la-Nouvelle sont détruits. La tension est extrême entre le comité d'action viticole de l'Aude et les autorités à la suite de violences policières et trois arrestations effectuées le 3 mars.
Le 4 mars 1976, un barrage d'environ 3 000 manifestants est installé sur la route nationale 113 à hauteur du pont ferroviaire de Montredon qui se situe à 5 km à l'ouest de Narbonne, ceux-ci démontent les rails et brulent un train de fret.
À 13 h 30, un premier passage de la CRS no 26 venant de Carcassonne et se dirigeant vers Narbonne traverse le groupe de manifestants, le dernier véhicule du convoi et l’hélicoptère de la gendarmerie qui survole le terrain essuient des coups de feu, plusieurs policiers sont blessés.
À 14 h 30, les Compagnies républicaines de sécurité no 24 d'Agen sous les ordres du commandant Siméoni et no 26 de Toulouse sous les ordres du commandant Le Goff en alerte à Narbonne reçoivent l'ordre par le ministre de l'Intérieur Michel Poniatowski d'intervenir et de « dégager le pont de Montredon par une action brève et violente » pour rétablir l'autorité de l’État.
Les premières colonnes se forment pour mettre en place un front de charge, sous les ordres du commandant Toussaint Siméoni de la CRS no 24. Il est accompagné de l'officier de police judiciaire mandaté par la gendarmerie pour donner les sommations d'usage avant l'assaut.
Soudain, à 15 h, des tirs de fusées anti-grêle puis des coups de feu retentissent en direction de la CRS no 26. Plusieurs hommes sont blessés, certains grièvement. Ordre est donné de se mettre à l'abri derrière les véhicules de liaisons, et de répliquer par des tirs de grenades lacrymogènes et offensives. Plusieurs centaines de viticulteurs sont déterminés ; armés de fusils de chasse de calibre 12, ils tirent à la chevrotine et à balles à ailettes depuis le pont et le promontoire surplombant la nationale 113. Les officiers et les conducteurs sont particulièrement visés.
Blessé une première fois à la jambe droite, le commandant Joël Le Goff, de la CRS no 26, est atteint mortellement à 15 h 15 à la tête par une balle à ailettes de calibre 12 qui transperce son casque de part en part par un manifestant embusqué en hauteur tirant à moins de 100 m. Seul le lieutenant Jean-Louis Yonnet de la CRS no 26, sur les quatre officiers de sa compagnie engagés, n'a pas été blessé. Ce dernier organise avec le capitaine Jean-Louis Thore de la CRS no 24 la suite de l'évènement. Sous des tirs nourris, le corps du commandant Le Goff est transporté difficilement dans un véhicule Sinpar vers l'arrière du dispositif pour être acheminé vers l'hôpital de Narbonne.
Le commandant Siméoni, blessé grièvement au ventre, donne l'autorisation de riposter au pistolet mitrailleur MAT 49 mais refuse l'utilisation de fusil mitrailleur. Les CRS partent à l'assaut tandis que les manifestants armés se replient en tirant. À 15 h 20, le vigneron Émile Pouytès (51 ans) d'Arquettes-en-Val est tué d'une balle de pistolet mitrailleur en plein front alors qu'il se trouve à 400 m de l’affrontement. À l'annonce de sa mort, la fusillade cesse vers 15 h 30. Une dizaine d'autres viticulteurs sont blessés par balles, tandis que 25 fonctionnaires de police sont blessés dont 19 atteints par balles, chevrotines et plombs de chasse. Cette tragédie décide les organisateurs du mouvement à arrêter les actions violentes.
Dans la nuit du 8 au 9 mars, la veille des funérailles du commandant Le Goff, présidées par le ministre de l’Intérieur, deux anarchistes toulousains sont tués par leur propre bombe qu'ils voulaient lancer lors de la cérémonie. Seul un chasseur de Limoux de 47 ans sera incarcéré pour la fusillade et inculpé d'homicide ; par la suite, l'inculpation sera correctionnalisée, il bénéficiera d'une liberté provisoire puis de l'amnistie en 1981.

## Politique et administration

### Liste des maires
| Période                                  | Période  | Identité          | Étiquette | Qualité |
| ---------------------------------------- | -------- | ----------------- | --------- | ------- |
| Les données manquantes sont à compléter. |          |                   |           |         |
| mars 2001                                | 2014     | Bernard Gea       | PS        |         |
| mars 2014                                | 2020     | Eric Mellet       | PS        |         |
| 2020                                     | En cours | Jean-Marc Jansana | DVG       |         |

## Démographie
| 1793 | 1800 | 1806 | 1821 | 1831 | 1836 | 1841 | 1846 | 1851 |
| ---- | ---- | ---- | ---- | ---- | ---- | ---- | ---- | ---- |
| 280  | 345  | 368  | 363  | 423  | 444  | 455  | 476  | 512  |

| 1856 | 1861 | 1866 | 1872 | 1876 | 1881 | 1886  | 1891 | 1896 |
| ---- | ---- | ---- | ---- | ---- | ---- | ----- | ---- | ---- |
| 509  | 581  | 717  | 784  | 857  | 945  | 1 028 | 986  | 931  |

| 1901 | 1906 | 1911 | 1921 | 1926 | 1931 | 1936 | 1946 | 1954 |
| ---- | ---- | ---- | ---- | ---- | ---- | ---- | ---- | ---- |
| 948  | 888  | 834  | 830  | 776  | 795  | 821  | 604  | 627  |

| 1962 | 1968 | 1975 | 1982 | 1990 | 1999 | 2006 | 2011  | 2016  |
| ---- | ---- | ---- | ---- | ---- | ---- | ---- | ----- | ----- |
| 650  | 645  | 717  | 729  | 850  | 904  | 934  | 1 377 | 1 469 |

| 2021  | 2022  | - | - | - | - | - | - | - |
| ----- | ----- | - | - | - | - | - | - | - |
| 1 480 | 1 477 | - | - | - | - | - | - | - |

## Économie

### Revenus
En 2018 (données Insee publiées en septembre 2021), la commune compte 605 ménages fiscaux, regroupant 1 469 personnes. La médiane du revenu disponible par unité de consommation est de 20 430 € (19 240 € dans le département).

### Emploi
| Division       | 2008   | 2013   | 2018   |
| -------------- | ------ | ------ | ------ |
| Commune        | 7,8 %  | 7,3 %  | 10,7 % |
| Département    | 10,2 % | 12,8 % | 12,6 % |
| France entière | 8,3 %  | 10 %   | 10 %   |

En 2018, la population âgée de 15 à 64 ans s'élève à 864 personnes, parmi lesquelles on compte 73 % d'actifs (62,3 % ayant un emploi et 10,7 % de chômeurs) et 27 % d'inactifs,. En 2022, le taux de chômage communal (au sens du recensement) des 15-64 ans est de 7.6%, inférieur à celui du département (9.9%) et proche de la moyenne nationale.
La commune fait partie de la couronne de l'aire d'attraction de Narbonne, du fait qu'au moins 15 % des actifs travaillent dans le pôle,. Elle compte 1 304 emplois en 2018, contre 986 en 2013 et 747 en 2008. Le nombre d'actifs ayant un emploi résidant dans la commune est de 544, soit un indicateur de concentration d'emploi de 239,7 % et un taux d'activité parmi les 15 ans ou plus de 52,6 %.
Sur ces 544 actifs de 15 ans ou plus ayant un emploi, 132 travaillent dans la commune, soit 24 % des habitants. Pour se rendre au travail, 90,7 % des habitants utilisent un véhicule personnel ou de fonction à quatre roues, 2,8 % les transports en commun, 3,5 % s'y rendent en deux-roues, à vélo ou à pied et 3 % n'ont pas besoin de transport (travail au domicile).

### Activités hors agriculture

#### Secteurs d'activités
228 établissements sont implantés à Montredon-des-Corbières au 31 décembre 2019. Le tableau ci-dessous en détaille le nombre par secteur d'activité et compare les ratios avec ceux du département,.
| Secteur d'activité                                                                                        | Commune | Commune | Département |
| Secteur d'activité                                                                                        | Nombre  | %       | %           |
| --- | ------- | ------- | ----------- |
| Ensemble                                                                                                  | 228     | 100 %   | (100 %)     |
| Industrie manufacturière, industries extractives et autres                                                | 27      | 11,8 %  | (8,8 %)     |
| Construction                                                                                              | 54      | 23,7 %  | (14 %)      |
| Commerce de gros et de détail, transports, hébergement et restauration                                    | 71      | 31,1 %  | (32,3 %)    |
| Information et communication                                                                              | 1       | 0,4 %   | (1,6 %)     |
| Activités financières et d'assurance                                                                      | 4       | 1,8 %   | (2,7 %)     |
| Activités immobilières                                                                                    | 10      | 4,4 %   | (5,2 %)     |
| Activités spécialisées, scientifiques et techniques et activités de services administratifs et de soutien | 32      | 14 %    | (13,3 %)    |
| Administration publique, enseignement, santé humaine et action sociale                                    | 14      | 6,1 %   | (13,2 %)    |
| Autres activités de services                                                                              | 15      | 6,6 %   | (8,8 %)     |

Le secteur du commerce de gros et de détail, des transports, de l'hébergement et de la restauration est prépondérant sur la commune puisqu'il représente 31,1 % du nombre total d'établissements de la commune (71 sur les 228 entreprises implantées à Montredon-des-Corbières), contre 32,3 % au niveau départemental.

#### Entreprises
Les cinq entreprises ayant leur siège social sur le territoire communal qui génèrent le plus de chiffre d'affaires en 2020 sont :
- Dekra Test Center, analyses, essais et inspections techniques (10 118 k€)
- Societe De Distribution Technique Du Caoutchouc - Soditec, commerce de gros (commerce interentreprises) de fournitures et équipements industriels divers (9 401 k€)
- Domitia Granulats, exploitation de gravières et sablières, extraction d'argiles et de kaolin (8 393 k€)
- BFC, travaux de maçonnerie générale et gros œuvre de bâtiment (6 272 k€)
- CLD, travaux de terrassement courants et travaux préparatoires (2 314 k€)

### Agriculture
La commune est dans la « Région viticole » de l'Aude, une petite région agricole occupant une grande partie centrale du département, également dénommée localement « Corbeilles Minervois et Carcasses-Limouxin ». En 2020, l'orientation technico-économique de l'agriculture  sur la commune est la viticulture.
|               | 1988 | 2000 | 2010 | 2020 |
| ------------- | ---- | ---- | ---- | ---- |
| Exploitations | 62   | 31   | 17   | 15   |
| SAU (ha)      | 670  | 533  | 541  | 298  |

Le nombre d'exploitations agricoles en activité et ayant leur siège dans la commune est passé de 62 lors du recensement agricole de 1988  à 31 en 2000 puis à 17 en 2010 et enfin à 15 en 2020, soit une baisse de 76 % en 32 ans. Le même mouvement est observé à l'échelle du département qui a perdu pendant cette période 60 % de ses exploitations,. La surface agricole utilisée sur la commune a également diminué, passant de 670 ha en 1988 à 298 ha en 2020. Parallèlement la surface agricole utilisée moyenne par exploitation a augmenté, passant de 11 à 20 ha.

## Culture locale et patrimoine

### Lieux et monuments
- Château médiéval de Saint-Pierre des Clars.
 Les ruines du château et les berges du Veyret, sont inscrits au titre des sites naturels depuis 1943[41].
- Les « Monjoies », constructions à dôme, anciens regards situés tout le long de l'ancien réseau d'alimentation en eau de Narbonne.
- Église Saint-Martin de Montredon-des-Corbières.
- Ruines du moulin du Rouc et abords, sont inscrits au titre des sites naturels depuis 1943[42].

### Personnalités liées à la commune
André Castéra, chef de file du mouvement des vignerons dans les années 1960 à 1970, décédé le 25 décembre 2007 à l'âge de 84 ans.
André Castéra s'implique dans l'action syndicale vigneronne en 1951 en adhérant à la CGVM (Confédération générale de vignerons du Midi) dont le siège est à Narbonne. En 1967 il prend la tête de la révolte des vignerons du midi. Par milliers les vignerons assistent aux rassemblements qu'il anime à Carcassonne, Narbonne, Béziers, Nîmes. On l'appelle "le Napoléon des vignes". En 1968 il se présente aux élections législatives contre Francis Vals, député sortant et maire de Narbonne. Certains l'accusent de sympathie pour la droite, ce qu'il ne nie pas puisqu'il est un admirateur du général de Gaulle. Il est battu et retourne à son travail viticole. Le syndicalisme vigneron perdra son tribun, en effet il deviendra un sage de la viticulture à qui l'on ne manquera jamais de demander conseil. En 1976, au plus fort du mouvement des viticulteurs, un commandant de CRS — le commandant Le Goff — et un viticulteur — Émile Pouytès — perdront la vie sur le territoire de sa commune de Montredon, tués par balles. Chaque année il sera présent au moment de la remise des gerbes érigé à la mémoire des deux disparus.
C'est André Cases, son successeur à la tête du mouvement viticole et créateur du CAV (Comité d'action viticole), qui lui rendit un dernier hommage à la fin de la messe célébrée dans l'église de Montredon à l'occasion de ses obsèques.

### Héraldique
| Blason de Montredon-des-Corbières | Blason  | D'azur au lion d'argent, armé et lampassé de gueules, à la bordure componée d'argent et de gueules. |
| Blason de Montredon-des-Corbières | Détails | « Blason du premier seigneur de Montredon. »                                                        |

## Vie pratique

### Service public
Le tracé  de la future ligne TGV Européenne France /Espagne prévoit son passage sur la commune de Montredon avec une gare déservant la zone Narbonnaise.
La modification du Plan d'Occupation des Sols a déjà permis l'installation d'un Centre Hospitalier Privé et une hyper zone commerciale

## Pour approfondir